# Whitesville (Kentucky)
Pour les articles homonymes, voir Whitesville.
La ville de Whitesville est située dans le comté de Daviess, dans l’État du Kentucky, aux États-Unis. Lors du recensement de 2010, sa population s’élevait à 552 habitants.

## Source
- (en) Cet article est partiellement ou en totalité issu de l’article de Wikipédia en anglais intitulé « Whitesville, Kentucky » (voir la liste des auteurs).